# Woo Hye-lim
Woo Hye-lim (hangul: 우혜림; hanja: 禹惠林; 1 de setembro de 1992, Seul), mais frequentemente creditada na carreira musical apenas como Hyelim (hangul: 혜림; também escrito como Hyerim), ou Lim, é uma cantora e compositora sul-coreana. É popularmente conhecida por ter sido integrante do grupo feminino Wonder Girls.

## Biografia

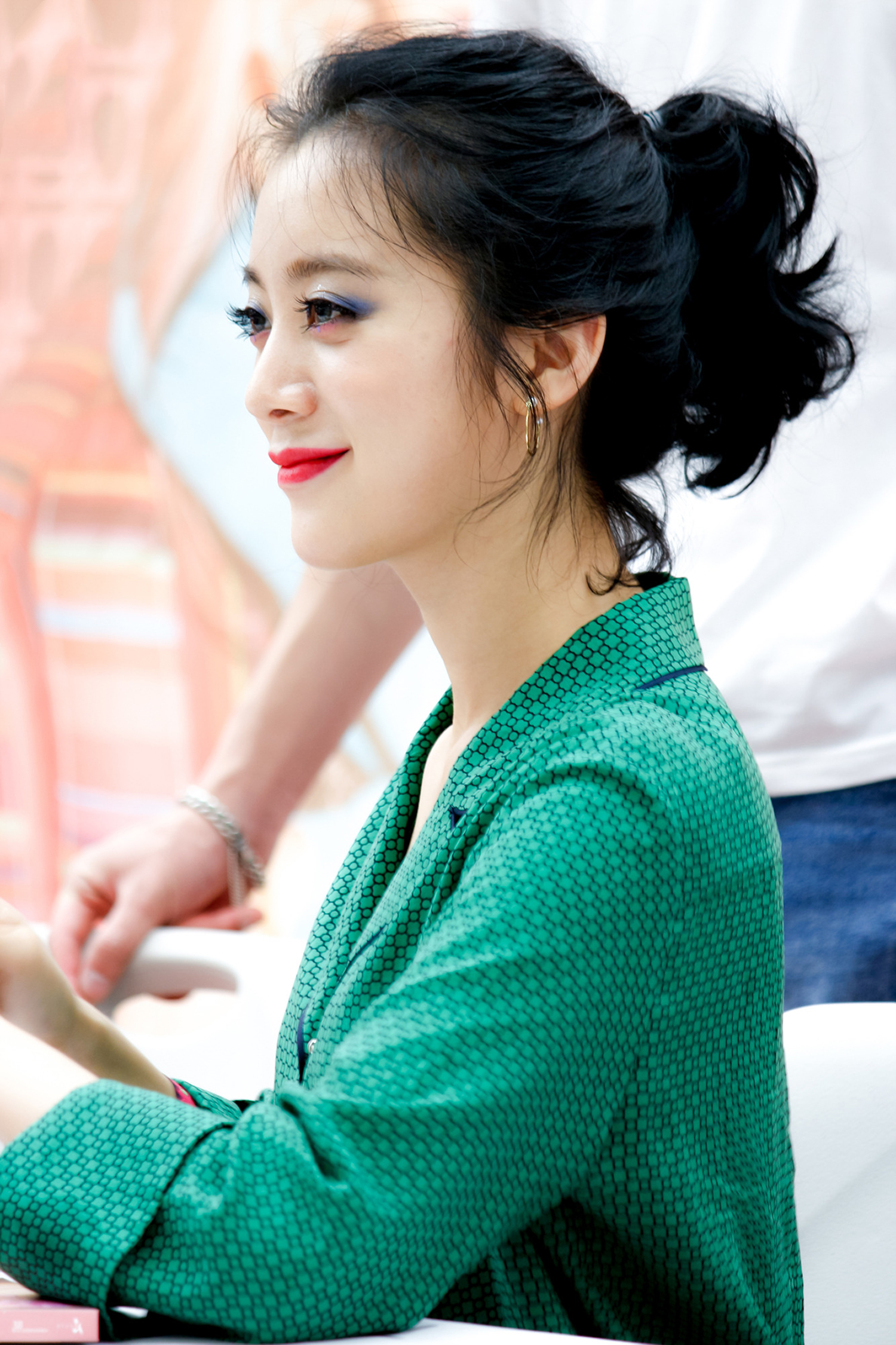
Lim em uma sessão de autógrafos em julho de 2016.

### 1992—2010: Vida antiga e pré-estreia
Hyelim nasceu em 1 de setembro de 1992, em Seul, na Coreia do Sul, mas viveu em Hong Kong por 14 anos. Ela fala coreano, inglês, cantonês e mandarim.
Originalmente, fazia parte de um grupo de cinco membros em 2009. Enquanto ela ainda estava treinando, o grupo voou até a China e apareceu em inúmeros shows de variedades, performando danças e músicas para mostrar o talento delas para a audiência chinesa. O grupo não tinha nome oficial, ele era conhecido como "JYP Sisters" ou simplesmente "Sisters". Elas foram apelidadas pela JYP Entertainment como "Wonder Girls Chinês". No entanto, antes que o grupo pudesse estrear oficialmente, duas de seus membros saíram, deixando apenas três integrantes, cujas eram: Hyelim, Jia e Fei.

### 2010—presente: Wonder Girls e atividades solo
Em 2010, foi anunciada como membro do Wonder Girls após o hiatus da integrante Sunmi. Sua estreia oficial ocorreu em 5 de fevereiro de 2010, numa performance em Xangai. Em 2013, o grupo entrou em hiatus e voltou como uma banda de quatro membros (Yeeun, Sunmi, Yubin e Lim) em 2015.

## Discografia

### Músicas solos e colaborações
| Ano  | Álbum                  | Música                 | Notas               |
| ---- | ---------------------- | ---------------------- | ------------------- |
| 2011 | Wonder World           | Act Cool               | com San E           |
| 2013 | Soldiers of Light      | Cry of Love            | with 3rd Wave Music |
| 2014 | Me?                    | Iron Girl              | HA:TFELT            |
| 2016 | 나가 보인다 (With You) | 나가 보인다 (With You) | with Bernard Park   |

### Composição
| Ano  | Artista               | Álbum                                                   | Música                                                         | Notas                                                 |
| ---- | --------------------- | ------------------------------------------------------- | -------------------------------------------------------------- | ----------------------------------------------------- |
| 2011 | Wonder Girls          | Wonder World - Lançamento: 7 de novembro de 2011        | 10. "Act Cool" (feat. San E)                                   | Primeira faixa solo                                   |
| 2014 | HA:TFELT              | Me? - Lançamento: 31 de julho de 2014                   | 01. "Iron Girl" (feat. Hyerim)                                 | Co-compôs com HA:TFELT e com Lee Woo Min              |
| 2015 | Wonder Girls          | Reboot - Lançamento: 3 de agosto de 2015                | 02. "Candle" (featuring Paloalto) 08. "Back" 09. "오빠" (OPPA) | Álbum de comeback do Wonder Girls depois de três anos |
| 2016 | Bernard Park x Hyerim | 니가 보인다 (With You) - Lançamento: 3 de abril de 2016 | 01. "니가 보인다" (With You)                                   | Primeiro dueto                                        |

## Filmografia

### Filmes
| Ano  | Título             | Papel                 |
| ---- | ------------------ | --------------------- |
| 2010 | The Last Godfather | Participação especial |
| 2012 | The Wonder Girls   | Ela mesma             |

## Videografia

### Videoclipes
| Ano  | Título da canção | Artista    | Papel     |
| ---- | ---------------- | ---------- | --------- |
| 2010 | "This Christmas" | JYP Nation | Ela mesma |